# Hermann Scheipers
Hermann Scheipers (ur. 24 lipca 1913 w Ochtrup, zm. 2 czerwca 2016 tamże) – niemiecki duchowny rzymskokatolicki, ofiara represji w okresie narodowego socjalizmu, więzień KL Dachau, działacz na rzecz pojednania niemiecko-polskiego.

## Życiorys
W 1941 został osadzony w niemieckim, nazistowskim obozie koncentracyjnym KL Dachau za odprawianie mszy dla polskich robotników przymusowych w III Rzeszy. 27 kwietnia 1945 zbiegł z marszu śmierci. W 1946 powrócił do Miśni, gdzie przed wojną pełnił posługę duszpasterską. W okresie komunizmu w NRD był represjonowany przez władze, a od 1970 Ministerstwo Bezpieczeństwa Państwowego NRD, bezskutecznie starało się wszcząć wobec niego proces karny. Na emeryturę przeszedł w 1983 i wyjechał do rodzinnego Ochtrup w landzie Nadrenia Północna-Westfalia. Był znanym działaczem na rzecz pojednania niemiecko-polskiego, a w ostatnim okresie życia ostatnim duchownym rzymskokatolickim więzionym w czasie II wojny światowej w KL Dachau. 

## Wybrane odznaczenia
- Order Zasługi Republiki Federalnej Niemiec[1],
- Krzyż Kawalerski Orderu Zasługi RP[1]